# Wijnpaleis
Het Wijnpaleis (Frans : Palais du vin) is een voormalige wijnhandel, gesitueerd aan de Huidevettersstraat 58-62 in Brussel. Op 29 maart 2001 zijn de gebouwen erkend als cultureel erfgoed.

## Geschiedenis
De familie Brias bezat van 1880 tot rond 1893 met hun bedrijf Brias & C° een groothandel op de Houtmarkt en een kleinhandel aan de Cantersteenstraat. Dit bedrijf vond zijn oorsprong in de samensmelting van twee bakkersfamilies. Namelijk Victorien Brias (eigenaar van een banketbakkerij en wijnhandel aan de Kantersteenstraat sinds 1868) en Henri Catteau (eigenaar van een bakkerij in Schaarbeek). Catteau huwde de dochter van Brias en het koppel begon in het begin van de jaren 1880 een wijnhandel aan de Houtmarkt. Het was tien jaar later dat het bedrijf Brias & C° werd opgericht met de verkoop van Europese wijnen als specialisatie.
In 1892 kwam de familie in het bezit van terreinen met pakhuizen in de Huidevettersstraat, in eerste instantie om de eigen goederen in op te slaan. In het begin van de 20e eeuw werd het pand steeds minder in gebruik genomen als opslagplaats. Er kwam een verschuiving naar de centralisatie van bedrijfsactiviteiten: verkoop, opslag, administratie en ook een distillerie. Brias & C° ging toen ook haar eigen sterke dranken produceren. Het gebouw dat er toen stond bleek algauw te klein en werd bijgevolg gesloopt. 
In 1909 ontwierp architect Fernand Symons het huidige gebouw in art nouveaustijl. Het nieuwe majestueuze gebouw was er duidelijk om de aandacht te trekken. De opslagruimte achteraan bleef bewaard, maar winkeltjes aan de straatkant dienden plaats te maken voor de uitbreiding van het gebouw. In 1923 werd Brias & C° overgenomen door het Franse bedrijf Edouard Bellet. Een jaar later, in 1924, kreeg het de naam Wijnpaleis of Palais de vin.

## Huidige invulling
Sinds 1996 is het OCMW eigenaar van het gebouwencomplex, dat tussen 1998 en 2006 is gerenoveerd. De restauratie van de sgraffiti is opvallend goed geslaagd..

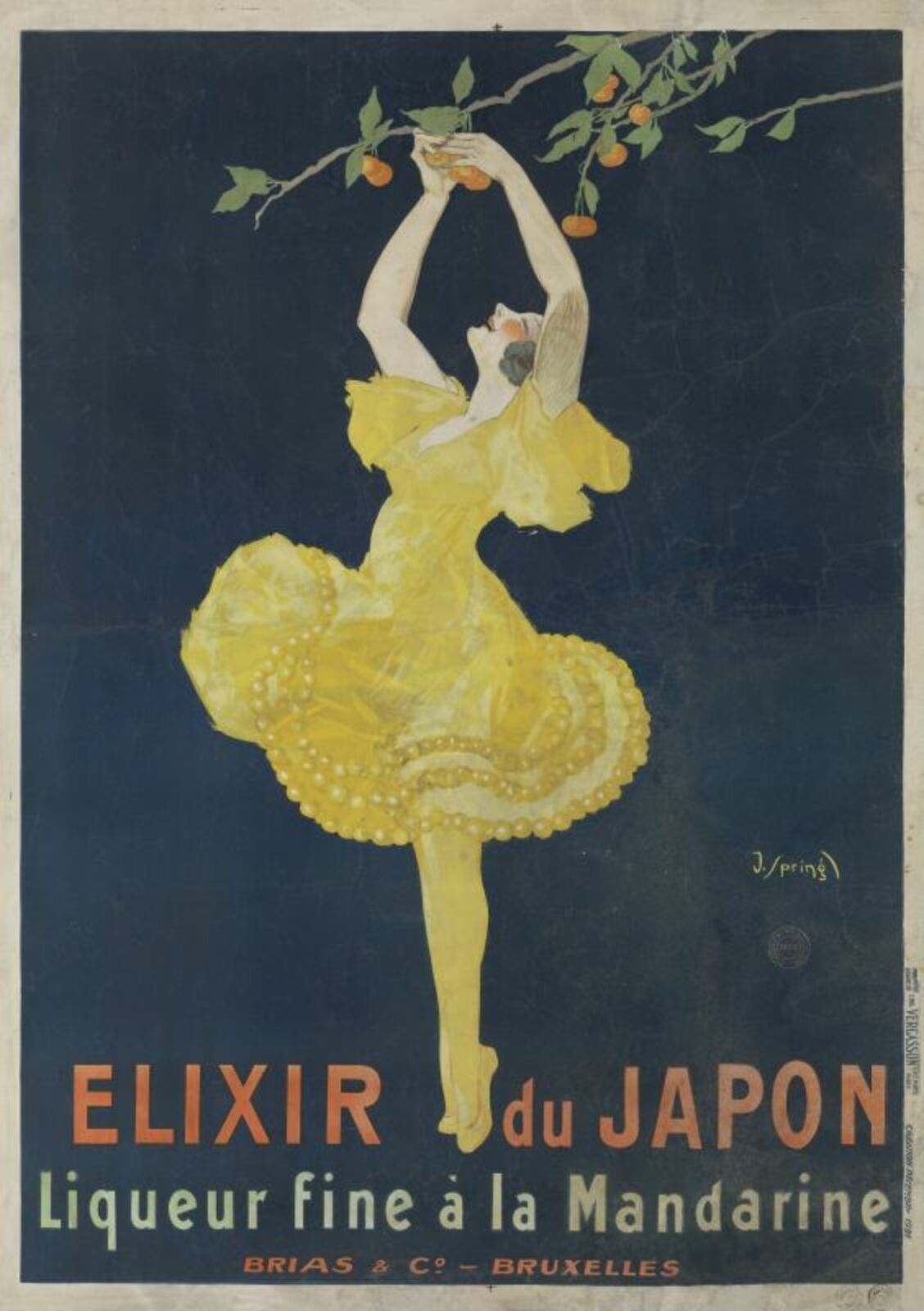
Exterieuraffiche 'Elixir du Japon, Liqueur fine à la Mandarine' voor stokerij Brias in Brussel uit 1921 uit de collectie van het Jenevermuseum.

## Deelnames
- Brussels International Exposition (1897) - Goud met Elixir du Japon
- Exposition universelle et internationale de Liège (1905)